# Karl Hans Walther

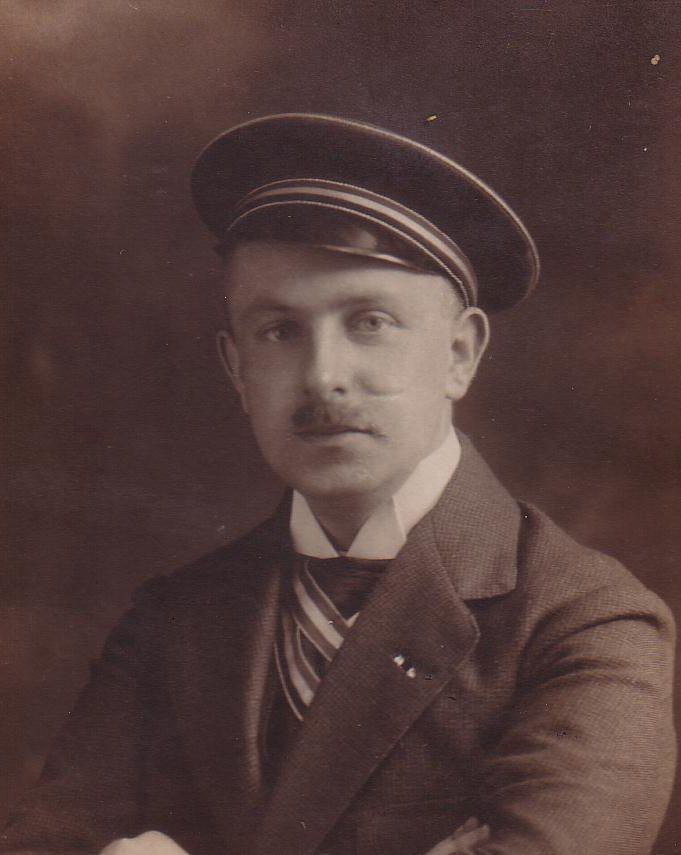
Walther als Berliner Normanne (1920)

Karl Hans Walther (* 4. Oktober 1895 in Gotha; † 9. März 1965 in Ost-Berlin) war ein deutscher Sanitätsoffizier und Hochschullehrer.

## Leben
Walther studierte von 1914 bis 1921 Medizin an der Kaiser-Wilhelms-Akademie für das militärärztliche Bildungswesen und nahm am Ersten Weltkrieg teil. Er war Mitglied des Pépinière-Corps Saxonia (1914) und des Corps Normannia Berlin (1920).

### Reichswehr und Wehrmacht
Von 1920 bis 1922 war er Mitglied der Deutschen Demokratischen Partei (DDP).
Von 1920 bis 1928 war er Sanitätsoffizier der Reichswehr in Berlin, Halberstadt und Görlitz. 1928 wurde er Leiter des Medizinischen Untersuchungsamtes Berlin und der Hygienischen Untersuchungsstelle Dresden. Von 1933 bis 1939 Fachreferent für Hygiene in der Heeressanitätsinspektion im Reichswehrministerium, wurde er 1936 Standortarzt und Chefarzt im Standortlazarett Berlin und Dozent für Hygiene an der Universität Leipzig. 1939 wurde er zum Chefepidemiologen und Armeearzt der Heeresgruppe A und des  Armeeoberkommando Norwegen ernannt. 1944 zum Generalarzt ernannt, kam er 1945 in sowjetische Kriegsgefangenschaft.

### DDR
1949 aus der Gefangenschaft entlassen, engagierte er sich im Gesundheitswesen der DDR und war drei Jahre  Hauptabteilungsleiter im Institut für Gesundheitswesen. Am 15. September 1952 trat er in die bewaffneten Organe ein. Seit dem 1. Oktober 1952 Generalmajor der Kasernierten Volkspolizei, war er Chef der Medizinalverwaltung im Ministerium des Innern (bis 1953) und der Kasernierten Volkspolizei (bis 1955). Im Dezember 1952 erhielt er als Professor und Generalmajor der KVP den Ehrentitel „Verdienter Arzt des Volkes“. 1954 wurde er Mitglied der Sozialistischen Einheitspartei Deutschlands (SED). Als einer von vier ehemaligen Generalen der Wehrmacht wurde er 1956 in die Nationale Volksarmee übernommen. Bis zu seiner Pensionierung am 31. Dezember 1956 war er Leiter der Militärmedizinischen Sektion an der Universität Greifswald. Er wurde mit dem Vaterländischen Verdienstorden in Bronze und 1963 mit der Hufeland-Medaille in Gold. ausgezeichnet. 
Walther hatte sich habilitiert und war Professor.